# محمد عنتر
محمد عنتر (1 يناير 1993 - ) لاعب كرة قدم مصري يلعب لصالح النادي المصري في مركز الجناح المهاجم وظهير أيمن من مواليد مركز ابو تيج بمحافظة أسيوط.

## مسيرته الكروية
بدأ محمد عنتر مشاركته في دوريات المستوى الأول بـالدوري المصري الممتاز موسم 2017-18 مع نادي الأسيوطي سبورت، ثم انتقل في فترة الانتقالات الشتوية إلى نادي الزمالك حيث كشف مصدر مسئول بنادي الزمالك أن الصفقة تمت بـمبلغ 15 مليون جنيه مصري بجانب 25 ٪؜ نسبه اعاده بيع ووقع اللاعب للنادى لمدة 4 سنوات ونصف.

## الإنجازات
الزمالك
- كأس مصر:
  - البطل (1): 2018[3]

## روابط خارجية
- محمد عنتر على موقع قاعدة بيانات كرة القدم.إي يو (الإنجليزية)
- محمد عنتر على موقع Soccerway.com (الإنجليزية)

- ملف اللاعب محمد عنتر على موقع سوكر واي.